# ヤブロンスキー図

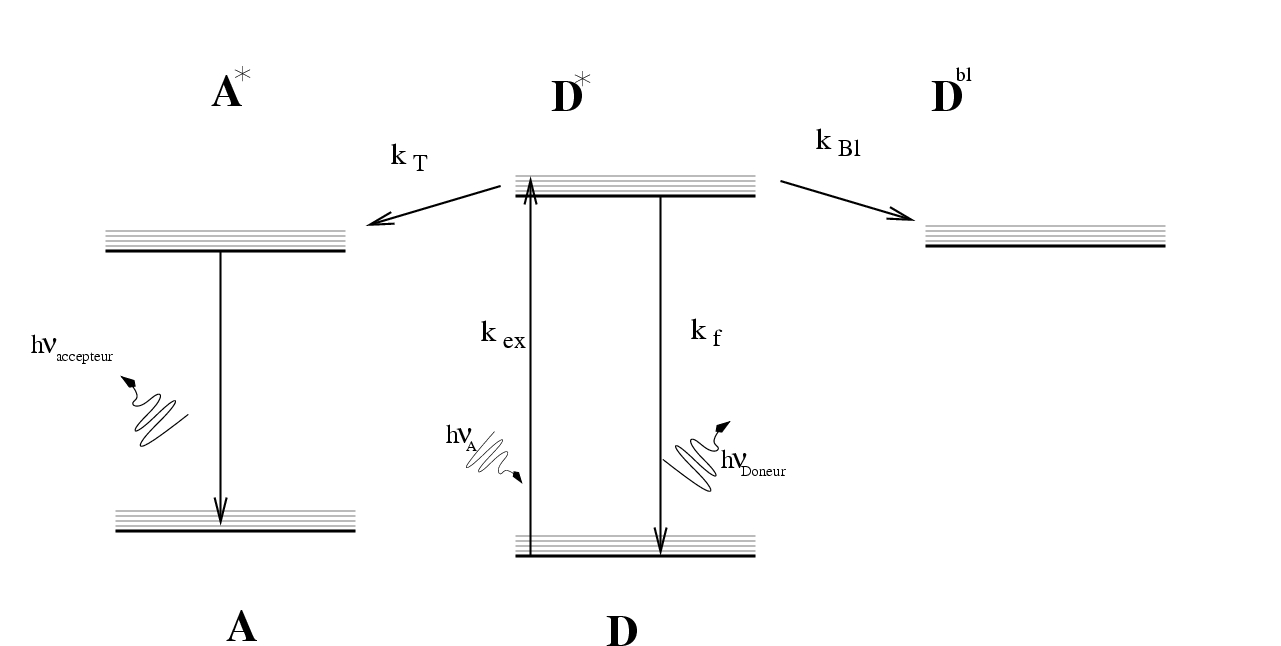
蛍光共鳴エネルギー移動をあらわすヤブロンスキー図。水平に並んだ線分が分子の固有状態、上向きの矢印が励起過程、下向きの矢印が緩和過程、波状の矢印が出入りする光エネルギーを示す。

ヤブロンスキー図 (Jablonski diagram) は、分子と光の相互作用を説明するためのエネルギー状態図。名称はポーランドの物理学者アレクサンダー・ヤブロンスキー にちなむ。
吸光や発光、消光などの過程では、分子のエネルギーやスピン多重度が様々に遷移する。ヤブロンスキー図は、これらの過程を視覚的に表すために用いられる。

## 表現方法
ヤブロンスキー図では、分子の固有状態を水平の線分で表し、エネルギーの高い状態が上になるように縦方向に並べる。ただし、一重項と三重項のようにスピン多重度の異なる状態、あるいは別の分子の準位などは、それぞれ異なる縦列として並べる。必要に応じて、S （singlet、一重項）や T （triplet、三重項）などの項記号で説明を付ける。電子準位を太い線、振動準位をやや細い線で表すこともある。回転準位は一般に省略される。
励起及び緩和（失活）の過程は、関与する固有状態を繋ぐ矢印で描かれ、吸光や発光などの輻射過程は直線矢印、振動緩和・内部転換・項間交差などの無輻射過程は波線矢印で、それぞれ表現される。遷移過程の内容を明確にするため、ex （excitation、励起）、em （emission、発光）、vr （vibrational relaxation、振動緩和）、ic （internal conversion、内部転換）、isc （intersystem crossing、項間交差、または系間交差）などの説明が付けられることもある。
励起及び緩和に関わる輻射は、これらを表す矢印に出入りする波線矢印として表現し、光子のエネルギーを表す hν を加える。